# Ivan Cavaleiro
Ivan Cavaleiro (ur. 18 października 1993 w Vila Franca de Xira) – portugalski piłkarz angolskiego pochodzenia występujący na pozycji napastnika w portugalskim klubie CD Tondela. Juniorski i młodzieżowy reprezentant Portugalii.

## Kariera klubowa
Cavaleiro grę w piłkę nożną zaczynał w zespole juniorów klubu GD Vialonga, skąd przeniósł się do FC Alverca. W 2007 roku trafił do szkółki Benfiki. W zespole z Lizbony występował w drużynach do lat 15, 17 i 19 (w sezonie 2009/2010 był wypożyczony do zespołu U-17 CF Os Belenenses).
W sezonie 2012/2013 został włączony do składu drugiej drużyny Benfiki, która występowała w Segunda Liga. Podczas swojego pierwszego sezonu wśród seniorów zaliczył 38 meczów ligowych, w których strzelił 12 bramek.
W sezonie 2014/15 został wypożyczony do hiszpańskiego klubu Deportivo La Coruña. W barwach tego klubu rozegrał 34 mecze i strzelił 3 bramki w Primera División.
W sezonie 2015/16 definitywnie odszedł do występującego w Ligue 1 klubu AS Monaco

## Kariera reprezentacyjna
Ivan Cavaleiro grę w reprezentacji Portugalii rozpoczął od poziomu U-17, w której debiutował w lutym 2010 roku w meczu przeciw Ukrainie. W maju tego samego roku wziął udział w Mistrzostwach Europy U-17, które odbywały się w Liechtensteinie. Wystąpił tam w dwóch spośród trzech meczów swojej drużyny, jednak Portugalczycy nie zdołali awansować do kolejnej rundy.
W 2011 roku debiutował w reprezentacji do lat 18 oraz do lat 19. W maju 2012 roku w Estonii uczestniczył w Euro U-19. Zagrał we wszystkich trzech spotkaniach, jednak nie zdołał przyczynić się do awansu swojej drużyny.
Rok później „awansował” do reprezentacji do lat 20, z którą w maju i czerwcu 2013 roku wziął udział w 41. edycji Turnieju w Tulonie. Następnie na tydzień przed Mistrzostwami Świata U-20 otrzymał dodatkowe powołanie na tę imprezę, co spowodowane było urazem Gonçalo Paciêncii.